# Cumulus congestus

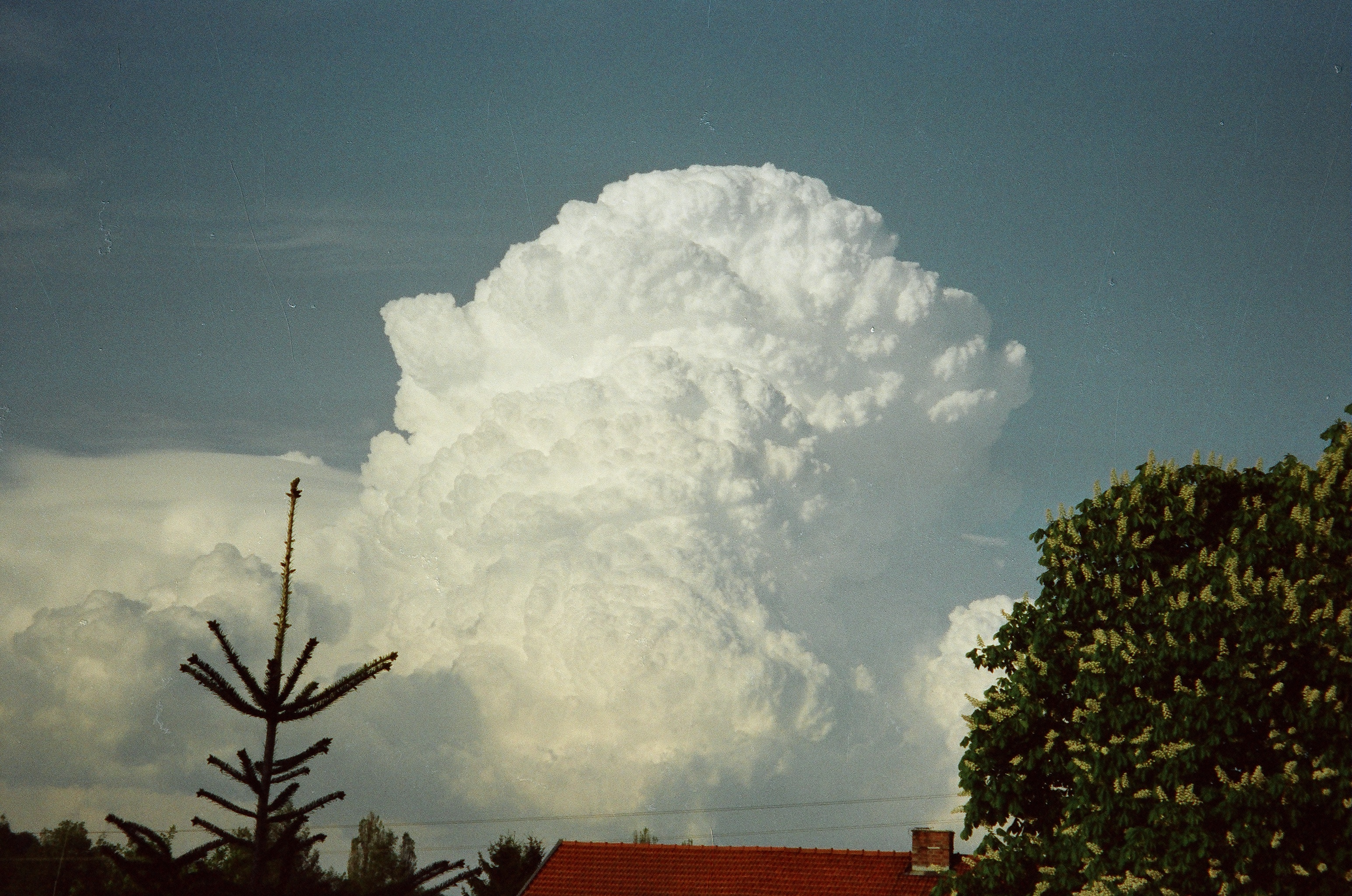
Cumulus congestus

Cumulus congestus (zkratka Cu con, lat. navršená kupa) je vertikální oblak vznikající především v létě při vzestupných proudech a vysoce konvektivnímu charakteru počasí.
Oblak vzniká mohutněním cumulu ve vertikálním směru a může se dále vyvíjet v bouřkový  cumulonimbus. V létě se tyto oblaky vyskytují v závislosti na vysoké teplotě a dusném počasí. Z cumulu congestu mohou vypadávat srážky, obvykle ale pouze ve formě přeháněk. Jeho rysy jsou velmi tmavá základna oblaku a květákový vrchol, který je při pozorování v reálném čase pouhým okem v pohybu.